# St. Cornelius und Cyprianus (Bad Buchau)

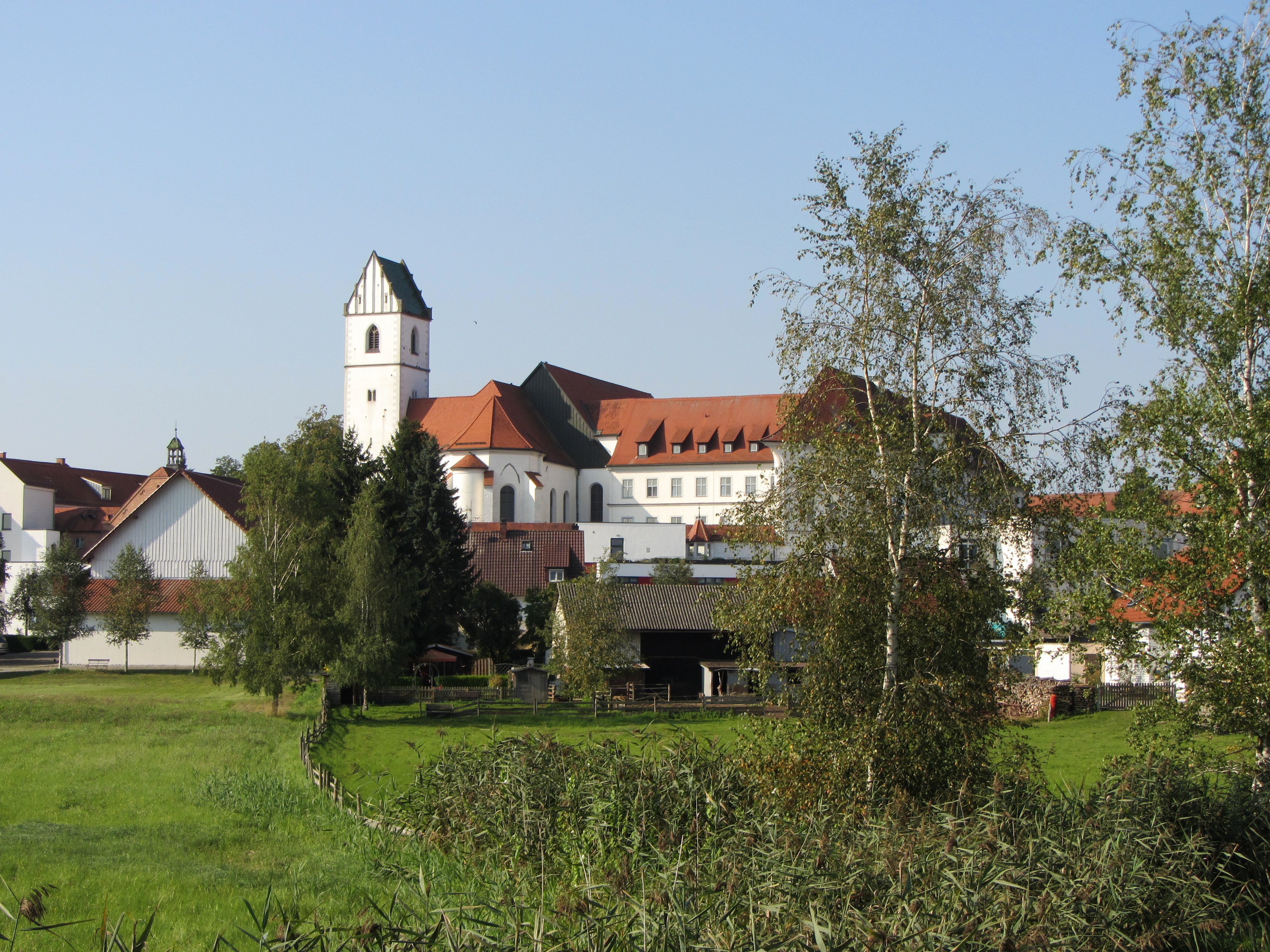
Kirche und Stift (2012)

St. Cornelius und Cyprianus ist die in den Jahren 1767 bis 1776 von Pierre Michel d’Ixnard teilweise neu errichtete Stiftskirche des Damenstifts Buchau und heutige katholische Pfarrkirche in Bad Buchau im Landkreis Biberach in Oberschwaben. Ihr Name verweist auf die Blutzeugen Cornelius von Rom (gest. 253) und seinen Freund Cyprian von Karthago (gest. 258), die seit dem 4. Jahrhundert gemeinsam verehrt wurden.

## Bauwerk

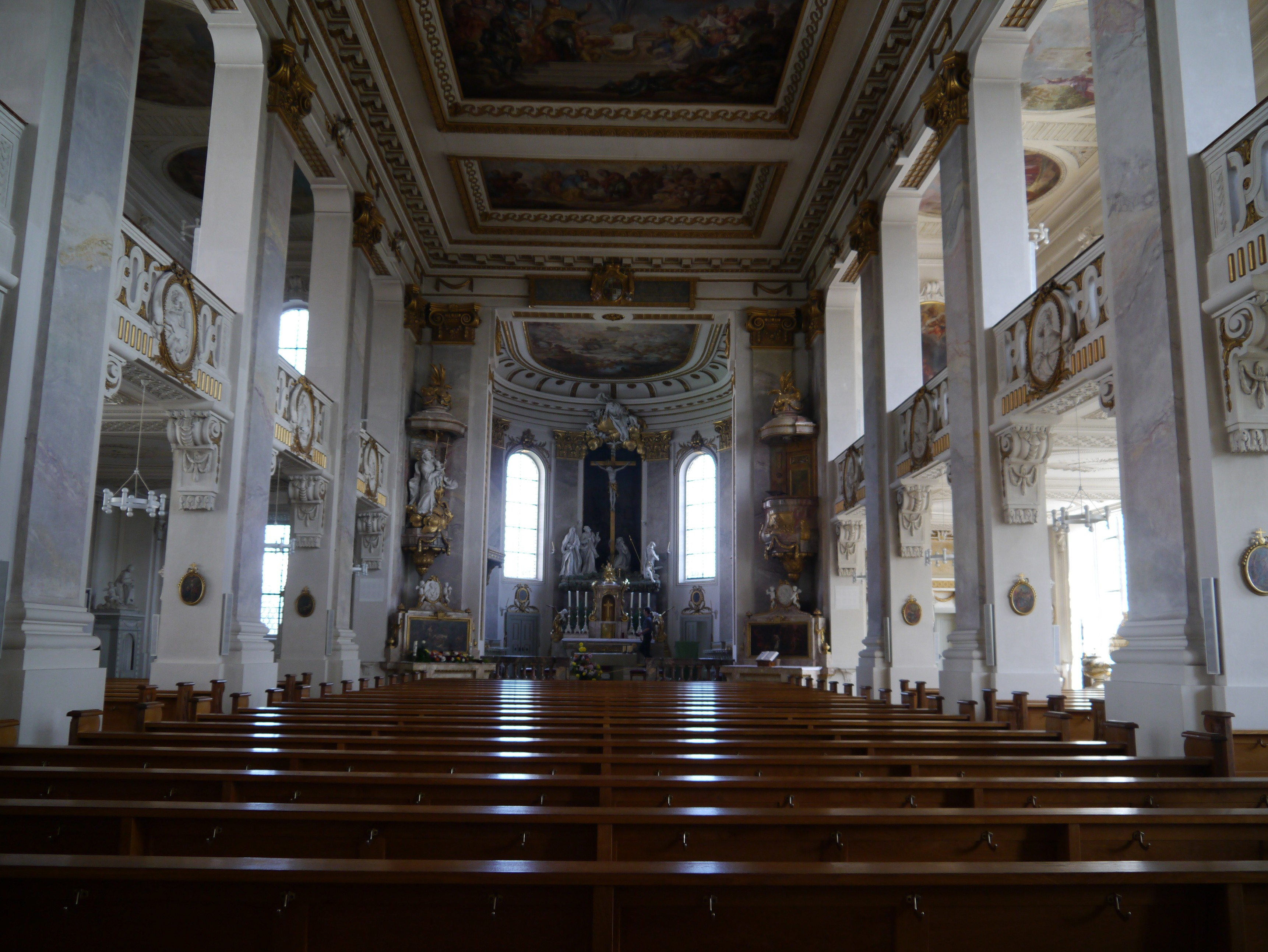
Kirchenschiff

Fürstäbtissin Maria Karolina von Königsegg-Rothenfels engagierte für die Neugestaltung der Stiftskirche den Straßburger Architekten Pierre Michel d’Ixnard. Er stellte auf die romanischen Fundamente unter Einbeziehung des romanischen, halbrunden und geschlossenen Chores in fast zehnjähriger Arbeit einen klassizistischen Saalbau.

### Architektur
Die ehemalige Stiftskirche Bad Buchau ist eine dreischiffige Emporenhalle mit eingezogenem Chor. Der Gemeinderaum zählt fünf Joche, der gesamte Innenraum ist in Grau-Weiß-Gold gehalten. Längsrechteckige, mit flachen Pilastern besetzte Pfeiler trennen Mittelschiff und Seitenschiffe. Zwischen den Pfeilern spannen sich auf Konsolen aufliegende Emporen. Der Frühklassizismus setzt Rundformen sparsam ein: Im halbrund schließenden Chor leitet eine Hohlkehle zur Decke über, in den Emporen„bögen“ vermitteln Viertelkreise zwischen Freipfeilern und waagrechten Unterzügen, und die Seitenschiffe schließen mit gerundeten Ecken. In allen Raumteilen sind die Decken flach gestaltet. Die drei Deckenbilder des Langhauses sitzen in rechteckigen Rahmungen, über den Emporen liegen Rundbilder, das Chorfresko ist ein Längsoval. Das auf drei Seiten ununterbrochen durchlaufende Abschlussgebälk steht stellvertretend für die Dominanz der Architektur. Eine streng orthogonal gehaltene Öffnung leitet zum halbrund schließenden Chor.

### Ausstattung
Die Deckenfresken in Chor und Mittelschiff stammen von Andreas Brugger (Mitte 1770er Jahre). Das westliche Deckenbild im Mittelschiff hat das Mannwunder zum Thema: Moses im grünen Gewand wendet sich, den Stock haltend, gen Himmel. Das große Fresko zeigt in seinem Zentrum Himmelfahrt und Krönung Mariens im Beisein der Patroziniumsheiligen Cornelius und Cyprian, an seinem Westende die Klostervollendung mit dem Stiftswappen samt Fürstenhut, Schwert und Krummstab (in Anwesenheit der damaligen Äbtissin, des Konstanzer Fürstbischofs und des Kemptener Fürstabts), an seinem Ostende die Klostergründung mit dem rauchenden Weihrauchfass (mit Ludwig dem Frommen und seiner Tochter, der Klostergründerin Adelindis). Das östliche Deckenbild zeigt Abraham und Melchisedek: Melchisedek im blauen Obergewand reicht Abraham zum Zeichen des Bündnisschlusses im grünen Rock das Brot. Das Chorfresko hat die Verherrlichung des Lamms durch die 24 Ältesten der Apokalypse zum Thema. Unten die Symbole der vier Evangelisten, auf Wolkenbänken lagern die anbetenden bzw. Harfe spielenden Ältesten, im sich öffnenden Himmel erscheint das Lamm als Symbol Christi auf dem Buch mit den sieben Siegeln.
Die kleinformatigen Rundfresken in der Emporendecke fertigte Johann Georg Mesmer. Sie sind in Untersicht komponiert und thematisieren die christlichen Tugenden. Auf der Südempore sind dies im Einzelnen: Caritas (Nächstenliebe), Fides (Glaube), Reverentia (Ehrfurcht), Humilitas (Demut), Fiducia (Vertrauen), Spes (Hoffnung). Auf der Nordempore sind dies: Gratitudo (Dankbarkeit), Dolor (Reue), Oratio (Bitte), Desiderium (Sehnsucht), Gaudium (Freude), Zelus (Eifer).
Für die klassizistische Ausstattung des Stuckes in Weiß und Gold war Jakob Ruez verantwortlich. Die Heiligenmedaillons und Stuckplastiken sind von Johann Jakob Willibald Ruez. Die Altäre und das restliche Inventar, Chorgestühl, Kanzel, Beichtstühle und Grabdenkmale werden der Werkstatt von Johann Joseph Christian zugeordnet.
Der unveränderte romanische Südturm aus dem 14. Jahrhundert erhielt im Jahre 1952 ein neues Geläut.
Der Kirchenschatz besteht aus zwei hochbarocken Strahlenmonstranzen aus dem 17. und 18. Jahrhundert, wertvollen liturgischen Gewändern, Silberkruzifix und Rauchfass.

## Orgel

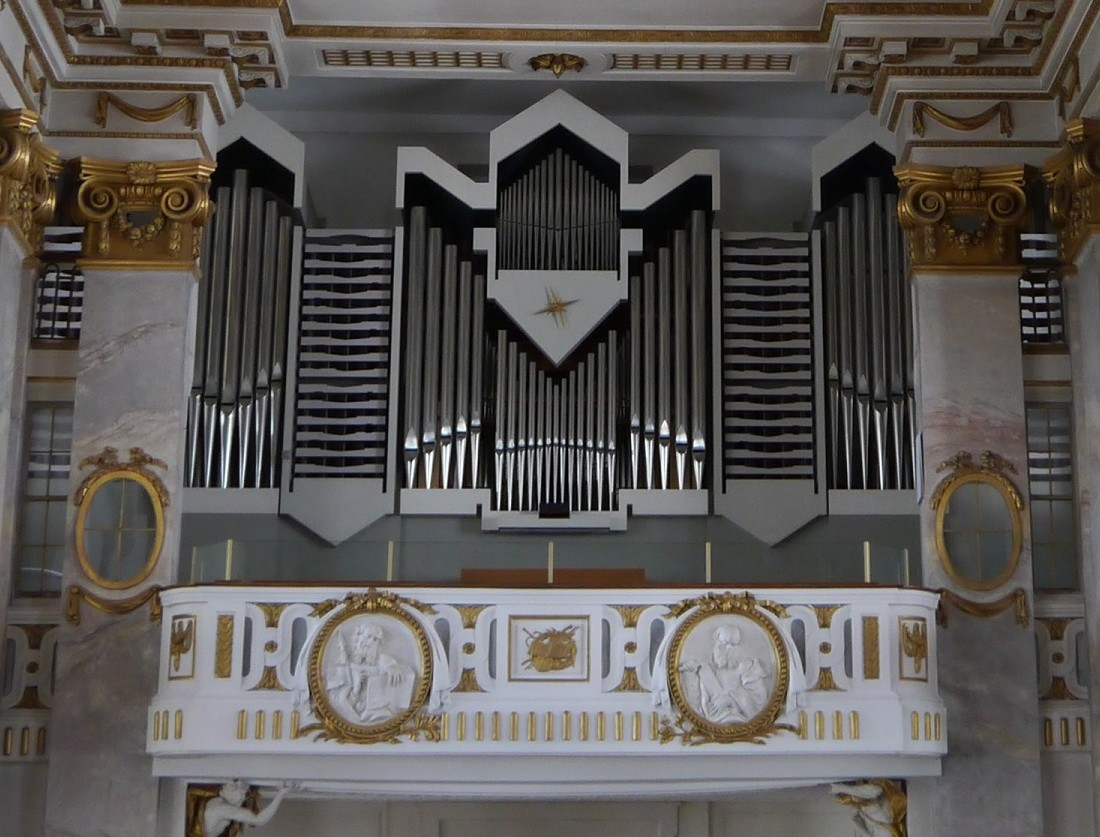
Die Rieger-Orgel

Auf der Westempore befindet sich seit 1967 eine Orgel der Orgelbaufirma Rieger mit 39 Registern.
| I Hauptwerk C–g3 |        |
| Pommer           | 16′    |
| Principal        | 08′    |
| Holzspitzflöte   | 08′    |
| Oktav            | 04′    |
| Hohlflöte        | 04′    |
| Superoktav       | 02′    |
| Mixtur VI        | 01 ⁄3′ |
| Cimbel III       | 01⁄8′  |
| Cornet V         | 08′    |
| Trompete         | 08′    |
| Clairon          | 04′    |

| II Oberwerk C–g3  |         |
| Bordun            | 08′     |
| Rohrflöte         | 04′     |
| Principal         | 02′     |
| Terzsepta II      | 01 3⁄5′ |
| Quintlein         | 01 ⁄3′  |
| Scharffzimbel III | 01′     |
| Krummhorn         | 08′     |
| Tremulant         |         |

| III Schwellwerk C–g3 |         |
| Rohrflöte            | 08′     |
| Salicional           | 08′     |
| Schwebung            | 08′     |
| Principal            | 04′     |
| Koppelflöte          | 04′     |
| Nasard               | 02 ⁄3′  |
| Blockflöte           | 02′     |
| Terz                 | 01 3⁄5′ |
| Mixtur VI            | 02′     |
| Dulcian              | 016′    |
| Kopftrompete         | 08′     |
| Vox humana           | 08′     |
| Tremulant            |         |

| Pedal C–f1    |        |
| Flötenbaß     | 16′    |
| Subbaß        | 16′    |
| Oktave        | 08′    |
| Gemsflöte     | 08′    |
| Choralbaß     | 04′    |
| Rauschwerk IV | 02 ⁄3′ |
| Bombarde      | 16′    |
| Trompete      | 08′    |
| Schalmei      | 04′    |

- Koppeln: I/II, III/II, III/I, I/P, II/P, III/P
- Effektregister: Zimbelstern

## Krypta

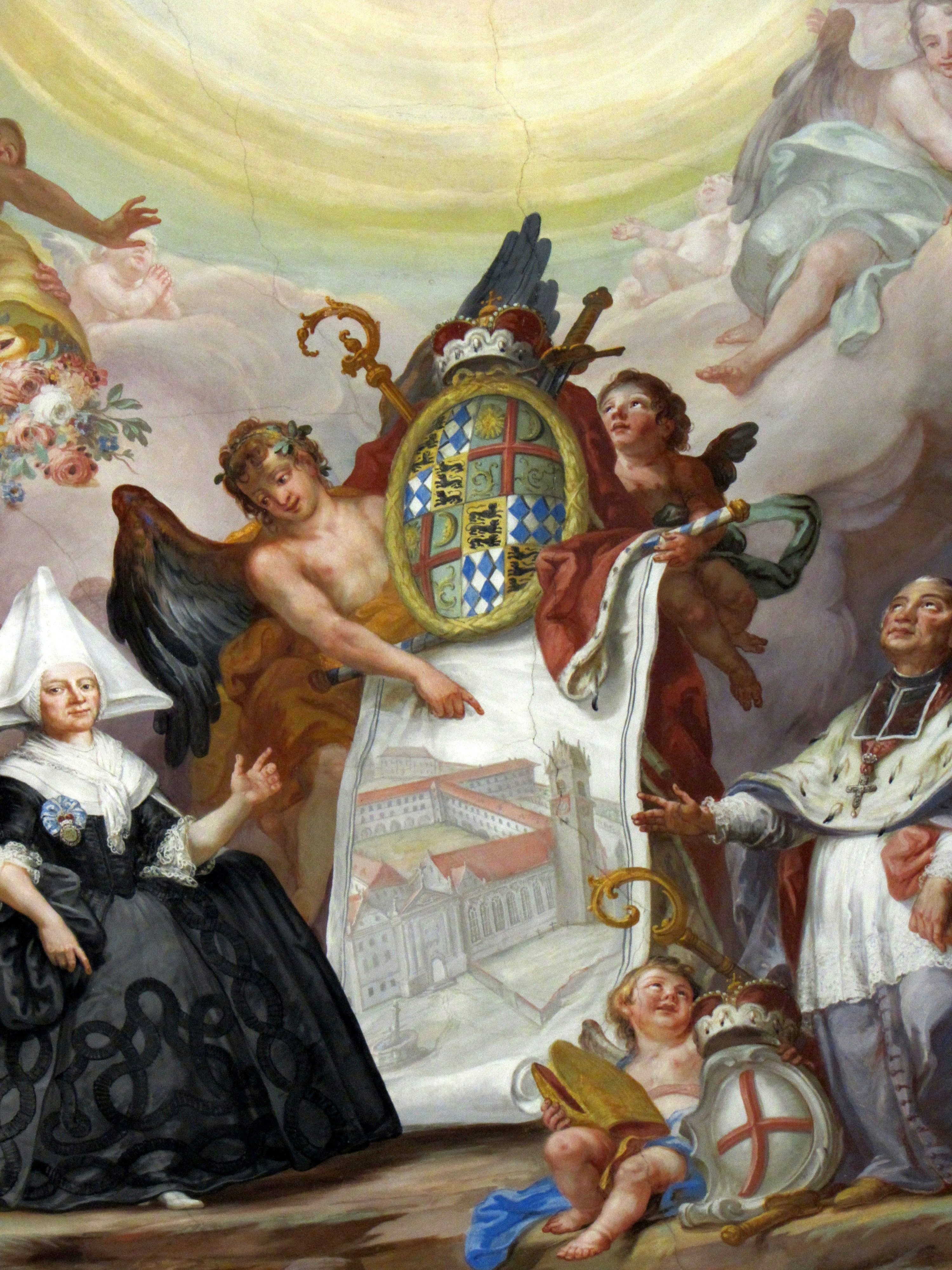
Detail des Freskos von Andreas Brugger: Maria Maximiliana Esther von Stadion zu Tannhausen und Warthausen mit Wappen und Ansicht der Stiftsanlage

Unter dem Chor der Kirche befindet sich die Krypta der Adelindis. Die Krypta, ein viereckiger dreischiffiger Raum mit halbrunder, durch Schrägfenster beleuchteter Ostapsis, einfachen Kreuzgewölben, Arkadenbögen an der Nordwand und Wandvorlagen, von denen Schild- und Gurtbogen ausgingen, ist vielleicht der älteste erhaltene Kirchenraum Oberschwabens; er ist vermutlich um 1000 zu datieren. Erst 1929 wurde die Krypta bei Bauarbeiten entdeckt, 1930 fand man unter dem Altar ein Sammelgrab. 1939 fand man Dokumente, die darauf hinwiesen, dass dies das Grab von Adelindis war. Bei der Sargöffnung fand man ihre Gebeine mit denen ihrer Brüder Peringer, Reginolph und Kerhart, die 902 beim Versuch, ihre Schwester aus dem Kloster zu entführen, erschlagen wurden. Es können aber auch die Gebeine ihrer Söhne sein, die von den Ungarn erschlagen worden waren. 1941 wurden die Reste in der instandgesetzten Krypta neu bestattet.

## Ehrenmal für die Gefallenen
Vor dem Südturm ist ein Ehrenmal mit einer spätbarocken Kreuzigungsgruppe. Der Mosaikbaldachin ist aus dem Jahre 1958 und wurde von Otto Herbert Hajek gestaltet. Die Kreuzigungsgruppe stand früher vor der Plankentalkapelle im Plankental.